# Kiko & Shara
Kiko & Shara es un dúo musical español formado por los hermanos Juan Manuel Gaviño «Kiko» (n. 15 de octubre de 1985) y Sara Gaviño «Shara» (n. 14 de junio de 1987), originarios de la ciudad de Cádiz.

## Trayectoria

### Los hermanos Gaviño
Kiko nació el 15 de octubre de 1985 en Cádiz. Es ex-componente del grupo musical Los Caños, formado por este y los también gaditanos Javi y Juande en el año 2000. Estos tres amigos empiezan participando en concursos televisivos y en las comparsas del Carnaval de Cádiz. Poco después de este grupo, también formaba parte el gaditano David Aparicio, Director de Comparsas como pueblo andaluz, en la cual también salía Kiko Gaviño y otros artistas como Andy (Andy & Lucas), Pablo Iglesias (Decai), Javi y Juande de los ya mencionados "Los Caños" con el que formaron un grupo llamado Pan Tostaíto aunque también se disolvió. Deciden unirse como grupo y grabar su primera maqueta con David Aparicio como vocalista en un principio con tres temas: "Sin pensar", "Niña Piensa en Tí" y "Una Vida Por Delante" con el nombre de Akena, pero no será, hasta que participan en un programa de Canal Sur, cuando la discográfica Pep's Records les da una oportunidad y empiezan a grabar su primer disco, ya sin David sin saber por qué motivo y con el nombre cambiado a "Los Caños", pasando Kiko a ser el vocalista, que llega a las 500.000 copias vendidas y que se convierte en el Premio Amigo al Artista Revelación en el año 2001.
El grupo acaba por disolverse en el año 2005 y en 2006, Kiko iba a grabar su disco en solitario, del cual una de las canciones sería un dueto con su hermana Shara. En la grabación de ese tema vieron que sus voces empastaban tan bien que tras una propuesta, decide formar un dúo junto a su hermana Shara.
Shara nació el 14 de junio de 1987 en Cádiz. Esta gaditana, al igual que su hermano, empieza participando en el Carnaval de Cádiz. En el año 2005 graba su primera maqueta con el apoyo de Ismael Moya en las que se incluyen tres canciones de este. Al escucharla, Pep's Records le ofrece un contrato discográfico en solitario, pero poco después, se le vuelve a entregar una segunda maqueta a la compañía discográfica, en la que se incluye una canción en la que Kiko, su hermano, canta a dúo con ella. Tras escuchar la maqueta, deciden que lo que realmente quieren es un dúo, que se llamaría de Kiko & Shara.
Kiko e Ismael Moya empiezan a componer los temas del primer disco, de los cuales salen 9 canciones. La producción del disco dura hasta marzo del 2006, y es dirigida por el ingeniero de sonido y productor Mark Janipka bajo la supervisión del productor Alejo Stivel en los estudios ASK de Madrid. Es el 22 de mayo de 2006, cuando se presenta en Sevilla el primer disco de Kiko & Shara, bajo ese mismo nombre, junto con el videoclip del primer sencillo, Puede Ser. Presentación que llega a causar una tremenda expectación entre los medios y los miembros de las discográficas allí presentes. Al día siguiente, el 23 de mayo, el disco sale a la venta en toda España. Tras un mes con el disco a la venta, Kiko & Shara baten récords en radios, convirtiéndose en unos de los más radiados del Canal Fiesta, en la lista de ventas, entrando directamente en el puesto número 40 de la lista AFYVE, además de, realizar varias promociones en todo tipo de periódicos, revistas, radios y televisiones, tanto a nivel nacional como autonómico. Gracias a la canción "Tras los libros" de este primer CD (canción que trata sobre el acoso escolar que sufren los niños por parte de los compañeros en los colegios), Kiko & Shara ayudan a muchos niños, adolescentes y familias a superar el acoso escolar.
Después de un primer disco repleto de éxitos y una gira por diferentes puntos de España, Kiko & Shara empiezan con la grabación de su segundo disco en Madrid, dirigida por el ingeniero de sonido y productor Mark Janipka bajo la supervisión del productor Alejo Stivel durante los meses de marzo y abril de 2007 de nuevo en los estudios ASK. Disco que lleva el nombre Una de Dos y que contiene 12 temas compuestos íntegramente por Kiko, Shara e Ismael Moya, excepto la canción "Adolescentes" (de José Alfonso Lorca), que es el primer sencillo con el que se lanza el disco. Tanto ésta como las demás canciones, se mantiene el espíritu sureño del primer disco, con ciertos toques de flamenco. Además de abundar los temas rítmicos en los que se mezcla la rumba, con el reggae o el flamenco fusión. El 29 de mayo de 2007, y tras un año del lanzamiento del primer disco, sale a la venta el segundo disco de este dúo gaditano. Una semana después, el disco consigue entrar directamente en el número 1 de la lista de ventas, desbancando así a Miguel Bosé y ya aparece con la certificación de Disco de Oro. El día 26 de octubre de 2007 terminó la gira de su segundo disco.
El 31 de marzo de 2009 sale a la venta En el aire, grabado por el ingeniero de sonido y productor Mark Janipka bajo la supervisión del productor Alejo Stivel, y entra directo al n.º 3. El primer sencillo se llama "Y yo quería". En junio de 2009 salió su segundo sencillo con videoclip llamado "Yo soy de mi".

### Separación del dúo
A primeros de 2010 anuncian su separación. Para despedirse, graban un CD de un concierto al que titulan "Adiós, Gracias", y que salió a la venta el 9 de marzo de 2010, donde se incluyen canciones nuevas juntos, y de los discos que sacarán por separado en un futuro. También darán una gira para agradecer a todos sus fanes su apoyo durante sus cuatro años como dúo. Durante 2011, Kiko Gaviño y Shara Gaviño, ya por separado, inician sus carreras en la música por solitario. Kiko sacó dos discos: Ahora (2011) y Cosas mías (2012). Shara, en cambio solo  sacó a la venta su álbum Enamórame. Ambos artistas tuvieron éxito con sus respectivos discos en solitario. Con mucha frecuencia, ambos hermanos eran contratados para actuar en un mismo escenario, aunque por separado, pero siempre solían cantar éxitos de su pasado como dúo.

### Vuelta del dúo
El 26 de enero de 2015 los hermanos Gaviño, a través sus perfiles en la red social Twitter anuncian su vuelta mediante el mensaje "Estamos pensando que...y si volviéramos?" bajo sus firmas. Este hecho hace que los medios se vuelvan a interesar por el dúo y confirmen, tras muchos rumores, la vuelta de Kiko & Shara con un nuevo disco y conciertos juntos. El 19 de febrero de 2015, la vuelta a los escenarios se hace realidad dando un concierto en su tierra, Cádiz, acogido con gran expectación. En julio se estrenó el sencillo Perro que ladra no muerde, el cual sería un anticipo de su disco de vuelta Positivo. El 2 de octubre salió a la venta este nuevo disco.

## Discografía

### Kiko & Shara(2006)
Más de 100.000 copias vendidas, convirtiéndose en Disco de Platino
- - "Mi razón de ser"
  - "En mí"
  - "Y sentir tal vez"
  - "Ámame"
  - "Paso de palabras"
  - "Puede ser"
  - "Tras los libros"
  - "Parte de mi ayer"
  - "Perdóname"
  - "Quiero apartarte de mi lado"

### Nuestro primer concierto(2006)
- - "Hoy sigo enamorada" (inédita y cantada exclusivamente por Shara)
  - "Tu no sabes"
  - "Mi razón de ser"
  - "Quiero apartarte de mi lado"
  - "En mí"
  - "Perdóname"
  - "Tras los Libros"
  - "Popurrí de Los Caños"
  - "Paso de palabras"
  - "Puede ser"
  - "Parte de mi ayer"
  - "Ámame"
  - "Y sentir tal vez"
  - Extras: Videoclip "Puede ser" y entrevista exclusiva

### Una de dos(2007)
Más de 90.000 copias vendidas, convirtiéndose en Disco de Platino
- - "Mi vez primera"
  - "Siento"
  - "Adolescentes"
  - "Ven provócame"
  - "Yo me pierdo"
  - "Le pido a Dios"
  - "Devuélveme mi alma"
  - "Qué decir"
  - "Una de dos"
  - "Sin ton ni son"
  - "Porque eres tú"
  - "Y si pudiera"

### En el aire(2009)
Más de 63.000 copias vendidas, convirtiéndose en Disco de Oro
- - "Yo soy de mí"
  - "Y yo quería"
  - "Te buscaré"
  - "Tanto que me duele"
  - "Todo lo que quiero"
  - "Te lo debía"
  - "Lo que esconde el alma"
  - "En el aire"
  - "Así eres tú"
  - "Es la hora"
  - "Viene y va"

### Adiós, gracias(2010)
Más de 30.000 copias vendidas, convirtiéndose en Disco de Oro
- - "Te buscaré"
  - "Viene y va"
  - "En mí"
  - "Mi primera vez"
  - "Siento"
  - "Te lo debía"
  - "Le pido a Dios"
  - "Tras los libros"
  - "Todo lo que soy" (Canción del primer disco en solitario de Shara)
  - "Caminare sin ti" (Canción del primer disco en solitario de Kiko)
  - "Mi razón de ser"
  - "Y yo quería"
  - "Y sentir tal vez"
  - "Yo soy de mí"
  - "Ámame"
  - "Vuestra canción" (inédita)
  - "Adolescentes"
  - "Puede ser"

### Positivo(2015)
- - "Perro que ladra no muerde"
  - "Mi punto de partida"
  - "Perdona"
  - "Llorará mi piel"
  - "Positivo"
  - "Si no estás tú"
  - "Llueve"
  - "Desafinado"
  - "Para luego"
  - "Volvemos"
  - "Cómo duele"

### Otras canciones
- - "Locura automática" (con Juan Peña)
  - "Rocío, casi madre"
  - "Hoy sigo enamorada" (Shara)
  - "Escondida" (Shara)
  - "Puede ser" (Shara)
  - "Ojalá siempre fuera Navidad" (villancico junto a otros cantantes)

## Giras

### Gira Kiko&Shara
85 Conciertos.

### Gira Una de Dos
60 Conciertos.

### Gira En el Aire
77 Conciertos